# Something Like Happiness
Pour plus de détails, voir Fiche technique et Distribution.
Something Like Happiness (Štěstí) est un film tchèque réalisé par Bohdan Sláma, sorti en 2005.

## Fiche technique
- Titre : Something Like Happiness
- Titre original : Štěstí
- Réalisation : Bohdan Sláma
- Scénario : Bohdan Sláma
- Musique : Leonid Soybelman
- Photographie : Divis Marek
- Montage : Jan Danhel
- Production : Karl Baumgartner, Thanassis Karathanos, Viktor Schwarz et Pavel Strnad
- Société de production : Česká televize, Arte, Negativ, Pallas Film et ZDF
- Société de distribution : Why Not Productions (France)
- Pays :  Tchéquie et  Allemagne
- Genre : Drame
- Durée : 102 minutes
- Dates de sortie : 
  -  Tchéquie : 15 septembre 2005
  -  France : 12 avril 2006

## Distribution
- Tatiana Vilhelmová : Monika
- Pavel Liska : Toník
- Anna Geislerová : Dasha
- Marek Daniel : Jára
- Zuzana Krónerová : Teta
- Simona Stasová : Soucková
- Bolek Polívka : Soucek
- Martin Huba : Tati
- David Dolnik : Jiri
- Marie Ludvíková : Heli
- Vanda Hybnerová : Zenuska
- Lucie Vackárová : Milenka
- Josef Polásek : Kolotocár
- Hanus Bor : Lekár

## Distinctions
Le film a obtenu 9 nominations aux Lions tchèques et a remporté 7 prix : Meilleur film, Meilleur réalisateur, Meilleur scénario, Meilleure actrice pour Tatiana Vilhelmová, Meilleur acteur pour Pavel Liska, Meilleur second rôle féminin pour Anna Geislerová et Meilleure photographie.